# 드리미학교
드리미학교는 충청남도 천안시 병천면 도원리 613-2에 있는 기독교 대안학교이다.

## 학교 연혁
- 2019. 3. 4 개교
- 2020. 11. 30 1대 교장 임태규 이임, 2대 교장 강명구 취임

## 교육 이념
- 하나, 드리미학교는 성경에 충실한 학교이다.[2]

드리미학교는 하나님의 말씀을 가르쳐 그리스도인으로 거듭나고, 성경적으로 생각하며,
하나님 나라를 이루어가는 삶을 살 수 있도록 돕는다.
- 둘, 드리미학교는 5無 3P의 원리로 배우는 학교이다.

無학년 – 학년을 통합한 공동체적 교육

無교과 – 교과를 넘어 창의적으로 만들어가는 교육

無교과서 – 교과서를 넘어 모든 창조세계를 탐구하는 교육

無획일 – 학생 고유의 개성과 흥미를 존중하는 교육

無경쟁 – 서로 협력하며 함께 섬김을 실천하는 교육

Play – 자유롭고 즐거운 놀이로서의 배움

Performance – 주도적이고 적극적인 활동으로서의 배움

Practice – 실천적 삶으로서의 배움
- 셋, 드리미학교는 다섯 가지가 없는 학교이다.

5불용(5不容) 이라고 불리는 이 5가지 규정은 드리미학교에서 가장 중요하게 여기는 규정이다. 이를 어기는 일이 발생하면, 이사장을 포함한 전 교사는 금식에 들어가고, 학생들은 자신의 잘못과 공동체를 돌아보며 회개하는 시간을 가진다.

거짓말 – 거짓말을 하지 않는 정직을 교육.

절도 – 도둑질하지 않는 정의를 교육.

술·담배 – 술·담배를 하지 않는 절제를 교육.

성적 타락 – 성적으로 타락하지 않는 성결을 교육.

폭력 – 타인을 아프게 하지 않는 평화를 교육
1. ↑  과거에 아우내중학교(2005년 폐교)가 있던 자리이다.
2. ↑  “학교 소개”. 《드리미 학교 공식 사이트》. 2025년 3월 24일에 확인함.